# Sechiopsis tetraptera
Sechiopsis tetraptera là một loài thực vật có hoa trong họ Cucurbitaceae. Loài này được Dieterle miêu tả khoa học đầu tiên năm 1980.